# Тоне Церер
Антун Тоне Церер (Љубљана, 30. октобар 1916 — Кливленд, 25. мај 2006) је бивши југословенски свсетрани пливачки репрезентативац. Такмичио се у три пливачка стила:прсни, делфин и слободни. Дисциплина и стил у којима је имао највише успеха било је 200 метара прсно. Каријера му је трајала у периоду пред Други светски рат, а и после њега. Пре рата је био члан ПК Илирија (ИЉ) из Љубљане, а после рата ПК Удраник (УЉ) и ПК Енотност (ЕЉ) оба из Љубљане. Са сваким од тих клубова освајао је титуле првака Југославије.
Првак Југославије у дисциплини 100 метара прсно био је 4 пута, 200 метара прсно 7 пута, по једном 100 метара, 200 м делфин и 300 м мешовито. Са штафетом Илирије побеђивао је једном на 4 х 200 слободно и 6 пута на 3 х 300 м мешовити и три пута екипно:
100 м прсно — 1939. (1:13,9 ИЉ), 1945. (1:19,0 СЛО), 1946. (1:13,3 УЉ), 1947. (1:13,8 ЕЉ)
200 м прсно — 1935. (3:00,9 ИЉ), 1936. (2:57,1 ИЉ), 1938. (2:49,2 ИЉ), 1939. (2:48,2 ИЉ), 1946. (2:47,8 УЉ), 1947. (2:48,2 ЕЉ), 1948. (2:43,3 ЕЉ)
100 м делфин — 1949. (1:12,8 ЕЉ)
200 м делфин — 1949.(2:43,0 ЕЉ)
300 м мешовито — 1947 (4:16,2 ЕЉ) Церер је и једини првак у овој дисциплини, јер се она само 1947 налазила у програму првенства.
Штафета 4 х 200 м слободно — 1935. (9:56,8 ИЉ)
Штафета 3 х 100 мешовито — 1936. (3:36,8 ИЉ), 1938. (3:37,3 ИЉ), 1945. (3:39,4 СЛО), 1946. (3:32,0 УЉ), 1947. (3:35,6 ЕЉ), 1948. (3:30,7 ЕЉ)
Екипно — 1934. и 1935. и 1940. са Илиријом.
Учествовао је на Летњим олимпијским играма 1936. у Берлину. Био је члан штафете 4 х 200 метара слободним стилом. Штафета у саставу Драшко Вилфан, Тоне Газари, Змај Дефилипис и Тоне Церер заузимањем четвртог места у групи три, није се успела пласирати у финале. Постигнутим резултатом 9:40,3 штафета је заузела 10 место у овој дисциплини.
На првим послератним Олипијским играма 1948. у Берлину, Церер учествује у трци на 200 метара прсно и у финалу осваја пето место резултатом 2:46,1 мин.
Највеће успехе у међународној конкуренцији постигао је на Европским првенствима у пливању, на којима је учествовао три пута. Пливао је у дисциплини 200 метара прсним стилом.
1938. Лондон — 2:47,6 мин, 3. место бронзана медаља
1948. Монте Карло — 2:41,6 мин, 2. место сребрна медаља
1950. Беч — 2:49,2 мин, 6 место